# Made in Sweden (film)
Made in Sweden är en svensk dramafilm från 1969, i regi av Johan Bergenstråhle, som också skrivit manus baserat på Sven Fagerbergs roman Det vitmålade hjärtat. 

## Handling
Filmen handlar om journalisterna Kristina och Jörgen som åker till Thailand för att undersöka rykten om att ett svenskt företag ägnar sig åt illegal vapenförsäljning där. Denna story varvas med scener som vill tjäna som politiska eller moraliska tankeställare. 
Bland annat finns det en scen där Jörgen visar en dokumentär filmsekvens föreställande svältande barn i Indien. Filmsekvensen upprepas flera gånger och till slut blir Kristina arg för hon vill inte se den mer för att det är för jobbigt. 
Tankeställaren till publiken, som liksom Kristina utsätts för filmsnutten upprepade gånger, här är att om vi reagerar likadant som Kristina - dvs. blir arga - kan det vara för att vi har skygglappar för världens orättvisor som vi i och för sig känner till men inte gärna vill konfronteras med. 

## Om filmen
Filmen är inspelad i Stockholm, på Gotland och i Thailand. Den riktar också kritik mot hur västvärlden ekonomiskt utnyttjar U-länder. En svensk företagare som huvudpersonerna träffar i Thailand konstaterar att inga direktörer är thailändare. 
Filmen belönades med en Silverbjörn vid Filmfestivalen i Berlin 1969.

## Rollista (i urval)
- Lena Granhagen - Kristina, "Kim", kurator
- Per Myrberg - Jörgen Stenberg, journalist
- Max von Sydow - doktor Magnus Rud
- Karl-Birger Blomdahl - Olof Myhre, chef för Myhrebolagen
- Börje Ahlstedt	 - Jesper Rud, brorson till Magnus
- Ingvar Kjellson - Niklas Hedström, chef för bolaget Electronics
- Fred Hjelm - Jonas Myhre, son till Olof
- Lars Amble - Martin, PR-man hos Rud
- Toivo Pawlo - mannen på travbanan
- Ernst Günther - gäst på festen
- Bo Strömstedt	 - gäst på festen
- Margareta Strömstedt	- journalist vid pressmottagningen på Arlanda
- Bengt Forslund - gäst på festen
- Bo Holmström - journalist vid pressmottagningen på Arlanda
- Åke Cato	- journalist